# Charles Lauritsen

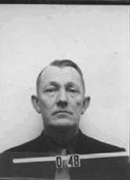
Charles Lauritsen

Charles Christian Lauritsen (*  4. April 1892 in Holstebro; † 3. April 1968) war ein dänisch-US-amerikanischer experimenteller Physiker.
Lauritsen studierte zunächst Architektur in Odense (Abschluss 1911). Von 1911 bis 1912 und von 1914 bis 1915 war er bei der dänischen Armee. 1917 ging er in die USA, wo er zunächst Schiffe entwarf und auch in Florida als Fischer arbeitete. Von 1919 bis 1921 war er Ingenieur bei der Ohio Body and Blower Company und von 1921 bis 1923 Radioingenieur bei der Federal Telegraph Company in Palo Alto, wo er sich mit Funktechnik auf Schiffen befasste. Danach gründete er in seiner Garage eine eigene Radiofirma und von 1923 bis 1926 war er Chefwissenschaftler bei der Kennedy Radio Corporation in St. Louis. Nachdem er einen Vortrag von Robert Millikan gehört hatte, beschloss er Physiker zu werden und begann am Caltech zu studieren, wo er 1929 bei Millikan über kalte Feldemission von Elektronen aus Metallen promovierte, wobei er gute Übereinstimmung mit theoretischen Arbeiten von Robert Oppenheimer erzielte. In den 1930er Jahren baute er Röntgenröhren (bis 750 keV) insbesondere für medizinische Anwendungen (kurz darauf vom neu gegründeten Kellogg Radiation Laboratory übernommen), wofür er 1931 die Goldmedaille des American College of Radiology erhielt. Danach wandte er sich mit H. R. Crane  dem Bau von Teilchenbeschleunigern zu (Cockcroft-Walton-Beschleuniger) und deren Verwendung in der Kernphysik zu. 1933 demonstrierten sie eine einfache Möglichkeit der Erzeugung von Neutronen (zuvor entdeckt von James Chadwick) zunächst mit Beschuss mit Heliumkernen (Alphateilchen) und dann mit Deuterium, wobei sie 1934 als erste zeigten, dass dabei auch radioaktive Kerne entstanden (die beim Zerfall die von Carl D. Anderson zuvor in der kosmischen Strahlung entdeckten Positronen erzeugten). 1930 wurde er Assistant Professor, 1931 Associate Professor und 1935 Professor am Caltech, an dem er 1962 emeritierte.
Am Caltech war er ein Pionier der experimentellen Kernphysik in den 1930er Jahren. Er war einer der Ersten, der experimentell die Paarvernichtung von Elektron-Positron-Paaren nachwies. Er arbeitete in den 1930er Jahren auch eng mit Theoretikern wie Oppenheimer, Howard P. Robertson und Richard C. Tolman zusammen. Lauritsen entdeckte unter anderem Spiegelkerne (Mirror Nuclei), die Oppenheimer theoretisch untersuchte, wobei sich ein Nachweis der Ladungsunabhängigkeit der Kernkräfte ergab, und den Protoneneinfang bei Kohlenstoffkernen, was später in der Astrophysik wichtig wurde (Bethe-Weizsäcker-Zyklus 1939). In der Folge wurde die Forschung am Caltech an der Erforschung der für die nukleare Astrophysik wichtigen Reaktionen ausgerichtet.
1951 war er Präsident der American Physical Society. Von 1952 bis 1957 war er Mitglied des Science Advisory Committee des United States Office of Defense Mobilization, nachdem er sich schon im Zweiten Weltkrieg der Militärforschung zuwandte ab 1940 als Mitglied beim National Defense Research Committee in Washington, D.C. auf Einladung von Tolman, wobei er sich zunächst mit der Entwicklung von Zündern und Raketen für die Artillerie beschäftigte. Ab 1944 war er auch beim Manhattan Project von Oppenheimer. 1948 erhielt er vom US-Präsidenten die Medal of Merit für seine Kriegsforschungen. Nach dem Krieg organisierte er die Forschung des Office of Naval Research und beriet die US-Navy, war aber auch beteiligt an mehreren großen Forschungsprojekten des US-Militärs. Beispielsweise reiste er im Korea-Krieg als wissenschaftlicher Beobachter nach Korea und war wichtigen Beratungsausschüssen zur militärischen Raketenforschung in den USA.
1941 wurde er Mitglied der National Academy of Sciences. 1967 erhielt er den Tom-W.-Bonner-Preis für Kernphysik. 1939 wurde er Mitglied der Königlich Dänischen Akademie der Wissenschaften und Kommandeur des Dannebrog-Ordens (1953).
Zu seinen Studenten zählte William A. Fowler.
Sein Sohn Thomas Lauritsen (1915–1973) war ebenfalls ein bekannter Kernphysiker.
Der Mondkrater Lauritsen ist nach ihm benannt.